# Shenzhou
För staden Shenzhou i Kina, se Shenzhou, Hebei
Shenzhou (神舟; Shénzhōu) är Kinas första generation rymdskepp för bemannade rymdfärder, framtaget för Shenzhouprogrammet. Shenzhou betyder "gudomlig farkost". Det var med Shenzhou 5 som Kina 2003 gjorde sin första bemannade rymdfärd.
Den första uppskjutningen med Shengzhou gjordes 1999, de fyra första var obemannade. Även Shenzhou 8 flög obemanad. Samtliga uppskjutningar har gjorts från Jiuquans satellituppskjutningscenter med bärraketen Chang Zheng 2F eller Chang Zheng 2F/G.

## Konstruktion

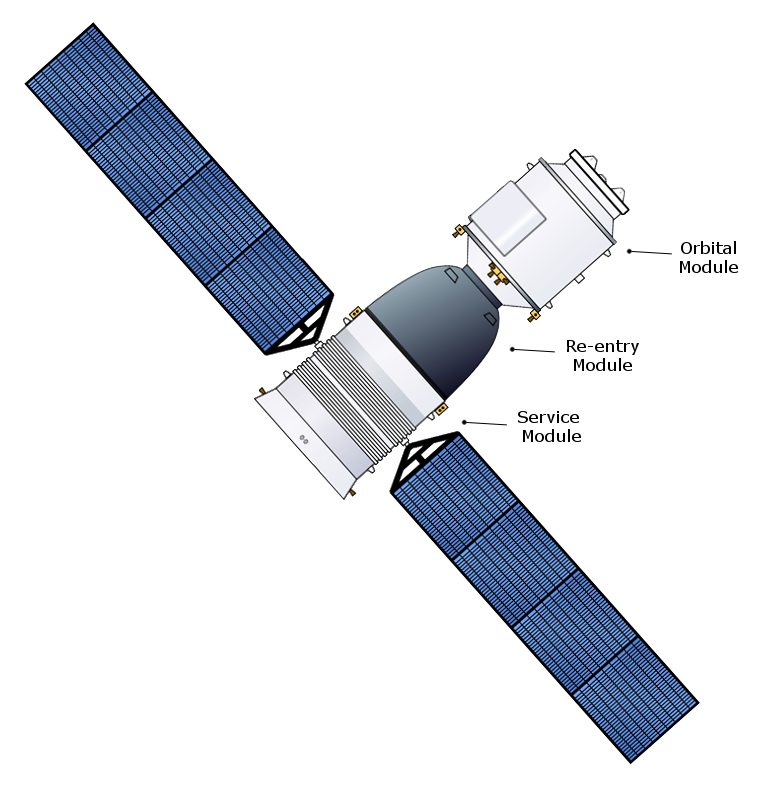
Principskiss över Shengzhous tre huvudmoduler.

Shengzhou består av tre huvudmoduler: en omloppsmodul, en återinträdeskapsel och en servicemodul. Grundkonstruktionen är baserad på den ryska rymdfarkosten Sojuz, men Shengzhou är större och nykonstruerad och med nya material.

### Omloppsmodul
Överst på Shengzhou sitter omloppsmodulen som väger 1 500 kg, är 2,8 m lång och diametern är 2,25 m. Omloppsmodulen är har besättningsutrymmen och uppdragsspecifik utrustning. Tidiga varianter av omloppsmodulen hade även två solpaneler som genererade 500 W, men de nyare versionerna (från Shenzhou 7) saknar dessa efter att Shengzhou började användas för dockning mot rymdstationen Tiangong 1. Omloppsmodulen har även dubbelredundans av de centrala kontrollterminalerna i återinträdeskapseln. Omloppsmodulen är konstruerad för en livslängd av 200 dagar (till skillnad från återinträdeskapseln och servicemodulen som är konstruerade för 20 dagar). På toppen av omloppsmodulen finns dockningsanslutningen med en lucka med diameter 0,8 m.

### Återinträdeskapsel
Återinträdeskapseln sitter i mitten mellan omloppsmodulen och servicemodulen och väger 3 240 kg, är 2,5 m lång och diametern är 2,52 m. Kapseln innehåller 6 m³ beboelig volym. I återinträdeskapseln finns sittplatserna för besättningen och de centrala kontrollterminalerna över farkosten och dess system. Under uppskjutning och landning är besättningen isolerad i återinträdeskapseln. Kapseln är förbunden med omloppsmodulen med en 70 cm diameters lucka. Kapseln har två fönster med diameter 30 cm. Landningssystemet i återinträdeskapseln friger vid 10 km höjd bromsfallskärmen och därefter huvudfallskärmen med en total area av 1 200 m². Vid 6 km höjd frisläpps värmesköldarna och frigörs bromsraketerna.

### Servicemodul

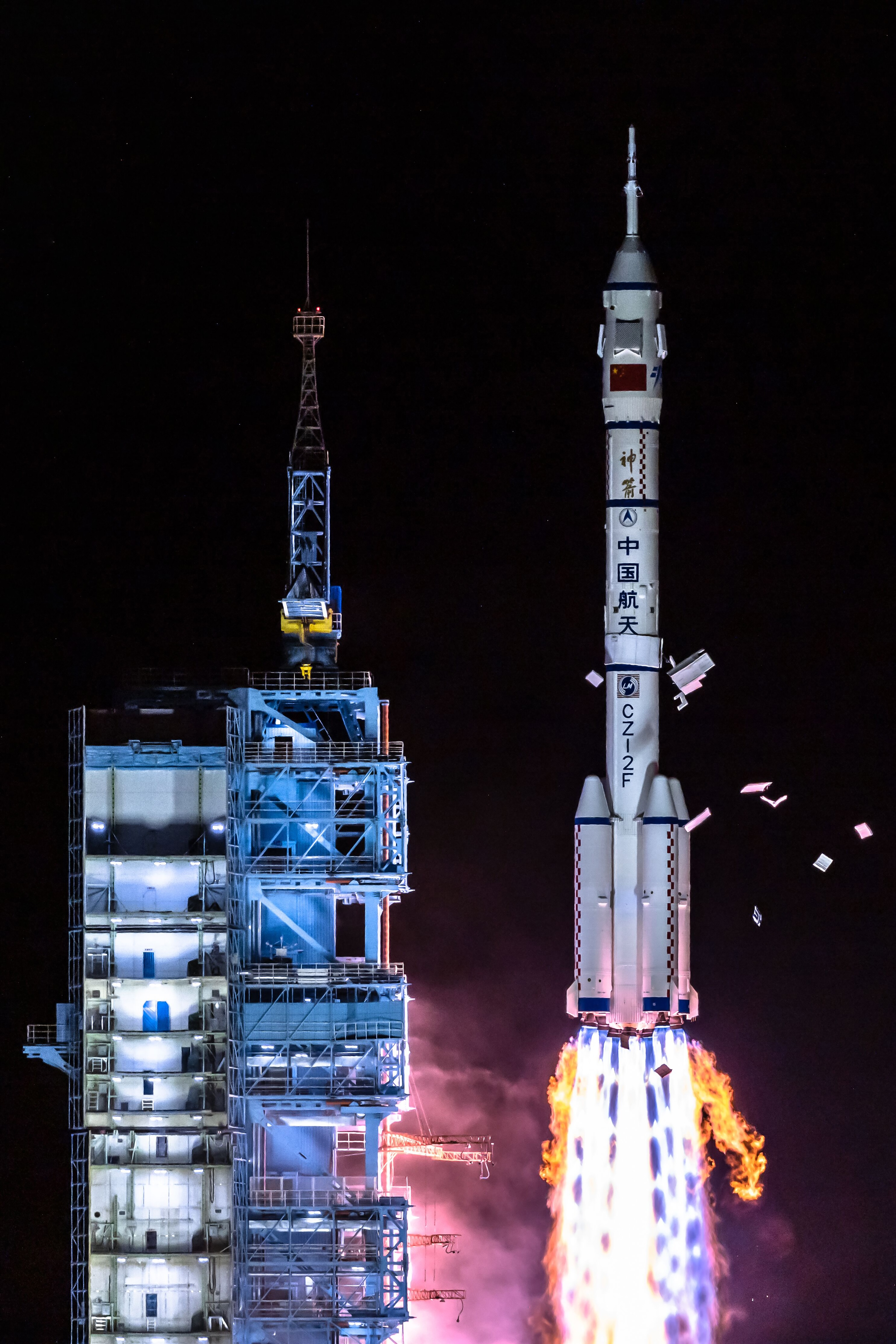

Servicemodulen sitter längst ner under återinträdeskapseln och väger 3 000 kg, är 2,94 m lång och diametern är 2,5 m. Modulen innehåller utrustningen för uppdraget såsom försörjning av elektricitet och framdrift när farkosten är i omloppsbana. I servicemodulen finns även kväve och syrgas för klimatsystemet i farkosten. Modulen har två roterbara solpaneler med en total bredd på 17 m som genererar 1 000 W elektricitet. För framdrift har servicemodulen fyra motorer med vardera 2 500 N dragkraft.